# قره‌باغ (تاجیکستان)
قره‌باغ (تاجیکستان) (به لاتین: Garibak) یک منطقهٔ مسکونی در تاجیکستان است که در ولایت سغد واقع شده‌است.